# نظرية الذرة التراكمية
نظرية الذرة التراكمية (بالإنجليزية: cimilative atom) وهي فكرة بسيطة صاغها هاوي الفيزياء أسامة نجلاوي وتدرس هذه التظرية نشاة الكون وحالة الذرات في بداية الخلق.
فيصعب تحديد ماكان قبل الانفجار العظيم لكن هذه النظرية تعبر عن سلوك الذرات ونشاتها brehavior of atom، ان الذرة كانت في حالة تراكب أي انها لم تكن ذرة بالاساس بل كانت جسيمات فقظ لا يوجد اتحاد بين أي جزيئ بمعنى ان مكونات الذرة كانت منفصلة كما يحدث عن تحرر البروتونات وانتاج طاقة ففي هذه الحالة الجسيمات يمكنها إنتاج انفجارات مكونة انفجار واحد تفاعلت فيه كل مكونات المادة فكونت المادة المضادة والمادة العادية.

## قانون النظرية
Up+Ef =Ia
حيث up هي union of particule أي اتحاد الجسيمات
Ef هي الطاقة التي ستساعد على الاندماج energie of fusion
Ia هي الذرة في حالة تكامل atom in case of integration